# Paul Castellano
Constantino Paul „Big Paul” Castellano (ur. 26 czerwca 1915 w Nowym Jorku, zm. 16 grudnia 1985 tamże) – amerykański gangster pochodzenia włoskiego, głowa nowojorskiej mafijnej rodziny Gambino od 1976 roku.
Zginął zastrzelony wraz ze swoim ochroniarzem Thomasem Bilottim, na polecenie Johna Gottiego w trakcie walk o władzę nad rodziną Gambino.
Do zabójstwa doszło przed restauracją „Sparks Steak House” przy ulicy 46 na Manhattanie, w nowojorskiej dzielnicy East Side, w chwili, gdy obaj wychodzili z samochodu Lincoln. Obaj nie mieli przy sobie broni ani obstawy. Strzelało do nich trzech sprawców, którzy po wykonaniu wyroku oddalili się pieszo w kierunku oczekującego na nich pojazdu.
Śmierć Paula Castellany była wynikiem sporów w rodzinie Gambino po śmierci Neila Dellacrocego, który dopóki żył, był polisą ubezpieczeniową dla „Big Paula”. John Gotti należał do grona gangsterów, którzy nie akceptowali polityki Castellany, jednakże nie odważył się publicznie wystąpić przeciwko niemu, obawiając się reakcji Dellacrocego.
Gdy ten umarł 2 grudnia 1985 roku na raka, stało się dla Johna jasne, że nadchodzi pora na działanie – zasięgnął opinii u innych bossów rodzin mafijnych, z których żaden z nich nie sprzeciwił się planom wyeliminowania Castellany. Dodatkowo na niekorzyść „Big Paula” działało to, że FBI umieściła podsłuch w jego rezydencji na Staten Island.
Po śmierci Paula Castellany i objęciu rządów przez Johna Gottiego, rodzina Gambino utraciła swoją wysoką pozycję, głównie na rzecz rodziny Genovese pod przewodnictwem Funziego Tieriego.
Za życia Paulowi Castellanie wytoczono liczne procesy, m.in. o oszustwa podatkowe i rozboje, ale w żadnym z nich nie został skazany.